# Šťastná doba hippies
Šťastná doba hippies (v anglickém originále D'oh-in' in the Wind) je 6. díl 10. řady (celkem 209.) amerického animovaného seriálu Simpsonovi. Scénář napsal Donick Cary a díl režírovali Mark Kirkland a Matthew Nastuk. V USA měl premiéru dne 15. listopadu 1998 na stanici Fox Broadcasting Company a v Česku byl poprvé vysílán 21. listopadu 2000 na stanici ČT1.

## Děj
Po účinkování v reklamě pana Burnse na Springfieldskou jadernou elektrárnu se Homer rozhodne stát se hercem. Když doma vyplňuje formulář herecké asociace, Líza ho upozorní, že do kolonky pro druhé jméno napsal pouze svou prostřední iniciálu J. Ani Homer, ani děda toto jméno neznají, ale děda vezme Homera na farmu, kde Mona, dědova manželka a Homerova matka, strávila nějaký čas v době, kdy byla hippiem. Farmu vedou dva hipíci středního věku, Seth a Munchie, kteří byli Moninými přáteli. Upozorňují na nástěnnou malbu, kterou namalovala na základě události ve Woodstocku a která je věnována Homerovi a prozrazuje jeho prostřední jméno Jay. 
Když Homer vidí, jak bezstarostný život by měl jako hipík, rozhodne se jím stát. Oblékne si staré špinavé pončo po Moně a začne s sebou nosit frisbee, ale s hrůzou zjistí, že Seth a Munchie provozují na farmě firmu na výrobu bio džusu. Přemluví je, aby ho doprovodili na „bláznivou“ jízdu Springfieldem, při níž narušují každodenní život obyvatel hloupými výstřelky. Když se však poté všichni tři vrátí na farmu, zjistí, že Homerovo frisbee zablokovalo odšťavňovací zařízení a způsobilo ztrátu celé dodávky produktů farmy. Seth a Munchie rozzlobeně nařídí Homerovi, aby odešel. 
Homer se v noci vplíží zpět na farmu, aby vše napravil – posbírá a zpracuje všechnu zeleninu, kterou najde, a doručí zásilku džusu do Springfieldu. Přitom nevědomky sklidí skryté pole peyotlu, který Seth a Munchie zamýšleli pro svou osobní potřebu jako rekreační drogu. Šťáva vyvolává u těch, kdo ji vypijí, intenzivní psychedelické halucinace a policie ji rychle vystopuje na farmě a vyrazí Homera, Setha a Munchieho zatknout. Homer brání Setha a Munchieho tím, že se policistům postaví do cesty, připomene jim morálku a hodnoty z 60. let a do hlavně pušky každého policisty vloží květinu. Když náčelník Wiggum vystřelí, Homer skončí v nemocnici s jednou z květin zaseknutou v lebce.

## Produkce
Scénář k dílu napsal Donick Cary a režírovali ho Mark Kirkland a Matthew Nastuk. Poprvé byla odvysílána na stanici Fox ve Spojených státech 15. listopadu 1998. Nápad na epizodu předložil Cary, kterého napadlo, že by bylo zábavné vidět obyvatele Springfieldu, jak mají halucinace. Poté jej rozpracoval a vznikla jeho současná podoba. V epizodě je odhaleno Homerovo prostřední jméno „Jay“, což je „pocta“ animovaným postavičkám, jako jsou Bullwinkle J. Moose a Rocket J. Squirrel ze seriálu The Adventures of Rocky and Bullwinkle and Friends, kteří dostali své prostřední iniciály od Jaye Warda. Jméno bylo scenáristy nadhazováno po dobu 3 dnů.
Původně měl být Kirkland jediným režisérem epizody, v té době však procházel rozvodem, který „nečekal“. Z tohoto důvodu Kirkland pověřil režií epizody místo sebe svého asistenta režie Matthewa Nastuka. Po režii jedné scény však Nastuk prohlásil, že je „vyděšený“, a chtěl, aby Kirkland v režii pokračoval. Kirkland se k režii epizody vrátil, protože se po překonání rozvodu cítil lépe. Navzdory okolnostem Kirkland prohlásil, že se mu práce na epizodě „líbila“ a že se s příběhem dokázal ztotožnit, protože na přelomu 60. a 70. let vyrůstal v „jakési hippie komunitní škole“. Kirkland založil mnoho návrhů kulis v epizodě na státu Vermont, kde podle něj žije mnoho „bývalých hippies“.
Dva hippies, Setha a Munchieho, ztvárnili komičtí herci Martin Mull a George Carlin. Štáb si chvíli nebyl jistý, kdo bude Munchieho hrát. Ačkoli se rozhodli, že Setha bude hrát Mull, štáb se „tak trochu zasekl“ na tom, kdo bude hrát Munchieho. Carlina navrhl Ron Hauge, jeden ze scenáristů Simpsonových, který „se s [Carlinem] opravdu chtěl setkat“, ale nakonec na natáčení nešel. Scully prohlásil, že Mull a Carlin byli „jedni z nejvtipnějších chlapů, kteří kdy žili“, a že natáčení jejich hlášek bylo „hodně zábavné“. Ačkoli se to u většiny ostatních hostujících hvězd v seriálu nevyskytuje, Mull a Carlin nahrávali své repliky společně. Ačkoliv předlohy Setha a Munchieho nebyly vytvořeny podle nikoho konkrétního, jejich účesy byly mírně založeny na účesech Jerryho Greenfielda a Bena Cohena, majitelů zmrzlinářské společnosti Ben & Jerry's. Komika Boba Hopea ztvárnil stálý člen seriálového obsazení Dan Castellaneta, který v seriálu hraje kromě mnoha jiných postav i Homera. V seriálu se objevují i další postavy, jako je např. Jill St. John a Phyllis Dillerová, namluvila je americká dabérka Tress MacNeilleová. Psychedelickou verzi hlavní znělky Simpsonových, která hraje během závěrečných titulků, nazpívala americká alternativní rocková skupina Yo La Tengo.

## Kulturní odkazy
V epizodě se objevuje několik odkazů na kulturu 60. let, včetně filmů jako The Love-Ins. V epizodě zazní znělka z muzikálu Vlasy, „Incense and Peppermints“ od Strawberry Alarm Clock, „White Rabbit“ od Jefferson Airplane a „Time of the Season“ od The Zombies. V retrospektivní scéně do Woodstocku v roce 1969 se objevuje vystoupení Jimiho Hendrixe s písní „The Star-Spangled Banner“ a také rekonstrukce fotografie objímajícího se páru Nicka a Bobbi Ercolinových, která byla pořízena na festivalu a použita jako plakát k filmu Woodstock.
Kromě toho Homer zpívá píseň Billyho Joela „Uptown Girl“ z roku 1983. Po vypití zkaženého džusu děda a Jasper sedí na lavičce a smějí se jako titulní postavy ze seriálu Beavis a Butt-head. Ned Flanders má halucinace o kostrách a tančících medvědech (obrazy spojené s Grateful Dead), pochodujících kladivech (z filmu Pink Floyd: The Wall) a logu rtů a jazyka skupiny The Rolling Stones. Burnsův film je uveden pod názvem An Alan Smithee Film, což je odkaz na pseudonym Alan Smithee, který používali režiséři, kteří se chtěli distancovat od filmu, nad nímž ztratili tvůrčí kontrolu, což bylo na škodu výslednému produktu. Když se Barney napije alkoholu, aby zabránil špatným účinkům zkaženého džusu, přijde mu na pomoc růžový slon, což odkazuje na scénu z filmu Dumbo, kde Dumbo a Timothy pijí alkohol a vidí růžové slony. Pes Setha a Munchieho se jmenuje Ginsberg, což má být odkaz na beatového básníka Allena Ginsberga. To, že Homer dává policistům do pušek květiny, je odkaz na kultovní obrázek z 22. října 1967 v časopise Life „Flower Power“ od Bernieho Bostona. 
Věta, kterou doktor Dlaha použije ohledně Homerova stavu („Jsem doktor, ne zahradník.“), je odkazem na opakující se gag ze Star Treku, kdy doktor Leonard McCoy opáčí, většinou Spockovi, že je doktor, a ne [ať už se situace týká čehokoli]. 
Kromě toho je závěrečná hudební znělka od Yo La Tengo prezentována stylem, který paroduje „Tomorrow Never Knows“ od The Beatles, a když titulky končí, Homer řekne „Nenávidím Flanderse!“, což je odkaz na mýtus Paul Is Dead.

## Přijetí
V původním americkém vysílání 15. listopadu 1998 získal díl podle agentury Nielsen Media Research rating 8,5, což znamená přibližně 8,3 milionu diváků. V týdnu od 9. do 15. listopadu 1999 se epizoda umístila na 40. místě ve sledovanosti. 7. srpna 2007 byla epizoda vydána jako součást DVD boxu The Simpsons – The Complete Tenth Season. Matt Groening, Mike Scully, George Meyer, Donick Cary, Ron Hauge a Mark Kirkland se podíleli na audiokomentáři epizody na DVD.
Po vydání na domácím videu získal díl smíšené hodnocení kritiků. 
Aaron Roxby ze serveru Collider epizodu hodnotil kladně a napsal, že i když se mu vtipy o hippies zdály „trochu přehnané“, stále ji považuje za jednu z nejlepších epizod sezóny.
James Plath z DVD Town si epizodu také pochvaloval a označil ji za „zábavnou“.
Colin Jacobson v článku pro DVD Movie Guide uvedl, že i když má pocit, že 60. léta byla v průběhu let „mnohokrát, mnohokrát parodována“, považuje epizodu za zdařilou parodii této doby. Líbilo se mu, jakým způsobem epizoda zobrazovala a zesměšňovala způsoby, jakými stárnoucí hippies „nedokázali dostát svým mladickým představám“. Svou recenzi uzavřel slovy, že díl je jednou z prvních skvělých epizod sezóny.
Jakeu McNeillovi z Digital Entertainment News se však epizoda nelíbila. Považoval ji za jednu z nejhorších epizod sezóny, „šťouchance“ do kultury hippies mu připadaly zastaralé a napsal, že epizoda je „o čtvrt století zpožděna“.
Negativně se vyjádřili i Warren Martyn a Adrian Wood z časopisu I Can't Believe It's a Bigger and Better Updated Unofficial Simpsons Guide, kteří epizodu označili za „příšernou“. Napsali, že kromě několika odkazů na psychedelii 60. let a hnutí hippies je jedinou významnou částí dílu odhalení Homerova druhého jména. Na závěr napsali, že epizoda je „bez humoru“.